# Bangladeschische Cricket-Nationalmannschaft in Pakistan in der Saison 2019/20
Die Tour der bangladeschischen Cricket-Nationalmannschaft nach Pakistan in der Saison 2019/20 sollte ursprünglich vom 24. Januar 2020 bis zum 9. April 2020 stattfinden. Die internationale Cricket-Tour war Bestandteil der Internationalen Cricket-Saison 2019/20 und umfasste zwei Tests, ein ODI und drei Twenty20s. Die Test-Serie ist Bestandteil der ICC World Test Championship 2019–2021. Pakistan gewann die Twenty20-Serie 2–0 und die Test-Serie 1–0. Der zweite Test und das geplante ODI wurden auf Grund der COVID-19-Pandemie abgesagt.

## Vorgeschichte
Australien spielte zuvor eine Tour in Australien, Bangladesch eine Tour in Indien. Das letzte Aufeinandertreffen der beiden Mannschaften bei einer Tour fand in der Saison 2014/15 in Bangladesch statt.
Es ist das erste Mal seit 2008, dass die bangladeschische Nationalmannschaft nach Pakistan reist. Zuvor hatte Bangladesch dieses aus Sicherheitsgründen mehrmals abgelehnt. Auch dieses Mal ließ Bangladesch lange Zeit offen, ob sie nach Pakistan reisen würden. Im Dezember ließen sie noch verkünden, dass die bangladeschische Regierung ihre Zustimmung bezüglich der Sicherheitslage geben müsse. Als Konsequenz forderten sie, dass zwar die Twenty20-Serie in Pakistan stattfinden könne, die Test-Serie jedoch an einem neutralen Ort stattfinden solle. Dies wurde vom pakistanischen Verband im strengsten Ton abgelehnt. Da die bangladeschische Argumentation beinhaltete, dass das Team sich nicht für längere Zeit in Pakistan aufhalten dürfe, schlug Pakistan zu Beginn des Januars vor ausschließlich die beiden Tests am Ende des abzuhalten. Am 14. Januar kam es zur Einigung, die eine Dreiteilung der Tour vorsah. In diesem Fall wird das bangladeschische Team in jedem dieser Abschnitte nicht mehr als sieben Tage in Pakistan verbringen und jeweils direkt zu den Spielstätten, die in jedem Abschnitt jeweils nur aus einem Ort bestehen, aus Bangladesch eingeflogen werden.

## Stadien
Die folgenden Stadien wurden für die Tour als Austragungsort vorgesehen und am 14. Januar 2020 bekanntgegeben.
| Stadion                    | Stadt      | Kapazität | Spiele          |
| -------------------------- | ---------- | --------- | --------------- |
| National Stadium           | Karachi    | 34.228    | 2. Test; 1. ODI |
| Gaddafi Stadium            | Lahore     | 60.000    | 1. – 3. T20;    |
| Rawalpindi Cricket Stadium | Rawalpindi | 25.000    | 1. Test         |

## Kaderlisten
| Test | Test | ODI      | ODI         | Twenty20 | Twenty20 |
| Pakistan | Bangladesch | Pakistan | Bangladesch | Pakistan | Bangladesch |
| --- | --- | -------- | ----------- | --- | --- |
| - Azhar Ali (K) - Mohammad Abbas - Shaheen Afridi - Fawad Alam - Abid Ali - Faheem Ashraf - Bilal Asif - Babar Azam - Imran Khan - Shan Masood - Mohammad Rizwan (wk) - Asad Shafiq - Naseem Shah - Yasir Shah - Haris Sohail - Imam-ul-Haq | - Mominul Haque (K) - Litton Das (wk) - Nayeem Hasan - Saif Hassan - Al-Amin Hossain - Ebadot Hossain - Rubel Hossain - Tamim Iqbal - Taijul Islam - Abu Jayed - Mahmudullah - Mohammad Mithun - Soumya Sarkar - Najmul Hossain Shanto |          |             | - Babar Azam (K) - Shaheen Afridi - Iftikhar Ahmed - Ahsan Ali - Amad Butt - Mohammad Hafeez - Mohammad Hasnain - Shadab Khan - Shoaib Malik - Muhammad Musa - Usman Qadir - Haris Rauf - Mohammad Rizwan (wk) - Khushdil Shah - Imad Wasim | - Mahmudullah (K) - Litton Das (wk) - Mahedi Hasan - Afif Hossain - Al-Amin Hossain - Rubel Hossain - Tamim Iqbal - Aminul Islam - Shafiul Islam - Hasan Mahmud - Mohammad Mithun - Mohammad Naim - Soumya Sarkar - Najmul Hossain Shanto - Mustafizur Rahman |

## Twenty20 Internationals

### Erstes Twenty20 in Lahore
| 24. Januar Scorecard | Lahore | Bangladesch 141-5 (20)         | – | Pakistan 142-5 (19.3) |
|                      |        | Pakistan gewinnt mit 5 Wickets |   |                       |

Bangladesch gewann den Münzwurf und entschied sich als Schlagmannschaft zu beginnen. Als Spieler des Spiels wurde Shoaib Malik ausgezeichnet.

### Zweites Twenty20 in Lahore
| 25. Januar Scorecard | Lahore | Bangladesch 136-6 (20)         | – | Pakistan 137-1 (16.4) |
|                      |        | Pakistan gewinnt mit 9 Wickets |   |                       |

Bangladesch gewann den Münzwurf und entschied sich als Schlagmannschaft zu beginnen. Als Spieler des Spiels wurde Babar Azam ausgezeichnet.

### Drittes Twenty20 in Lahore
| 27. Januar Scorecard | Lahore | Pakistan | – | Bangladesch |
|                      |        | Abgesagt |   |             |

Spiel wurde auf Grund von Regenfällen abgesagt.

## Tests

### Erster Test in Rawalpindi
| 7. – 10. Februar Scorecard | Rawalpindi | Bangladesch 233 (82.5) & 168 (62.2)            | – | Pakistan 445 (122.5) |
|                            |            | Pakistan gewinnt mit einem Innings und 44 Runs |   |                      |

Pakistan gewann den Münzwurf und entschied sich als Feldmannschaft zu beginnen. Als Spieler des Spiels wurde Naseem Shah ausgezeichnet.

### Zweiter Test in Kapstadt
| 5. – 9. April Scorecard | Karachi | Pakistan | – | Bangladesch |
|                         |         | Abgesagt |   |             |

## One-Day Internationals in Karachi
| 1. April Scorecard | Karachi | Pakistan | – | Bangladesch |
|                    |         | Abgesagt |   |             |

## Absage des dritten Spielabschnitts
Am 16. März 2020 wurde bekanntgegeben, dass der verbliebene Test und das ODI auf Grund der COVID-19-Pandemie verschoben würden.